# Сивов, Борис Алексеевич
Бори́с Алексе́евич Си́вов (16 июля 1923, Вятка, Вятская губерния, РСФСР, СССР ― 18 мая 1999, Йошкар-Ола, Марий Эл, Россия) ― советский юрист. Первый заместитель прокурора Марийской АССР (1976―1983). Заслуженный юрист РСФСР (1972). Участник Великой Отечественной войны. Член ВКП(б) с 1946 года.

## Биография
Родился 16 июля 1923 года в Кирове.
В 1941 году окончил среднюю школу в г. Козьмодемьянске Марийской АССР.
В августе 1941 года призван в РККА. Участник Великой Отечественной войны: командир пулемётного отделения, командир орудия 271 гвардейского зенитного артиллерийского полка 4 гвардейской армии, гвардии старший сержант. Был ранен, в январе 1943 года считался пропавшим без вести. Демобилизовался со службы в 522 артиллерийском полку 6 армии в 1947 году в звании лейтенанта. Награждён орденом Славы III степени и медалями, в том числе медалью «За отвагу». 
В 1946 году вступил в ВКП(б). В 1949 году окончил Казанскую юридическую школу с отличием, в 1954 году ― Казанский филиал Всесоюзного заочного юридического института.
В 1949 году направлен в Волжский район Марийской АССР: следователь прокуратуры, помощник прокурора района.
В 1952―1957 годах ― прокурор Звениговского района МАССР.
В 1957―1976 годах ― начальник следственного отдела, в 1976―1983 годах ― первый заместитель прокурора Марийской АССР. Вышел в отставку по выслуге лет в 1999 году.
В 1972 году ему присвоено почётное звание «Заслуженный юрист РСФСР». Награждён медалями.
Скончался 18 мая 1999 года в Йошкар-Оле, похоронен на Туруновском кладбище. 

## Звания и награды

### Трудовые
- Заслуженный юрист РСФСР (1972)[1][2]
- Медаль «За доблестный труд. В ознаменование 100-летия со дня рождения Владимира Ильича Ленина» (1970)[1][2]

## Боевые
- Орден Славы III степени (31.07.1945)[9]
- Медаль «За отвагу» (СССР) (08.03.1945, 30.06.1945)[10]
- Медаль «За победу над Германией в Великой Отечественной войне 1941—1945 гг.» (09.05.1945)[10]
- Медаль «За взятие Будапешта» (09.06.1945)[10]